# Marisabel Lomba
Marie-Isabelle "Marisabel" Lomba (ur. 17 sierpnia 1974),  belgijska judoczka. Brązowa medalistka olimpijska z Atlanty.
Zawody w 1996 były jej pierwszymi igrzyskami olimpijskimi. Po medal sięgnęła w wadze lekkiej, do 56 kilogramów. Brała udział w igrzyskach w 2000. Była złotą medalistką mistrzostw kontynentu w 1997 i wielokrotną medalistką mistrzostw kraju, m.in. 6 razy zostawała mistrzynią kraju seniorów.